# Bryum pachytheca
Bryum pachytheca är en bladmossart som beskrevs av C. Müller 1848. Bryum pachytheca ingår i släktet bryummossor, och familjen Bryaceae. Inga underarter finns listade i Catalogue of Life.

## Bildgalleri

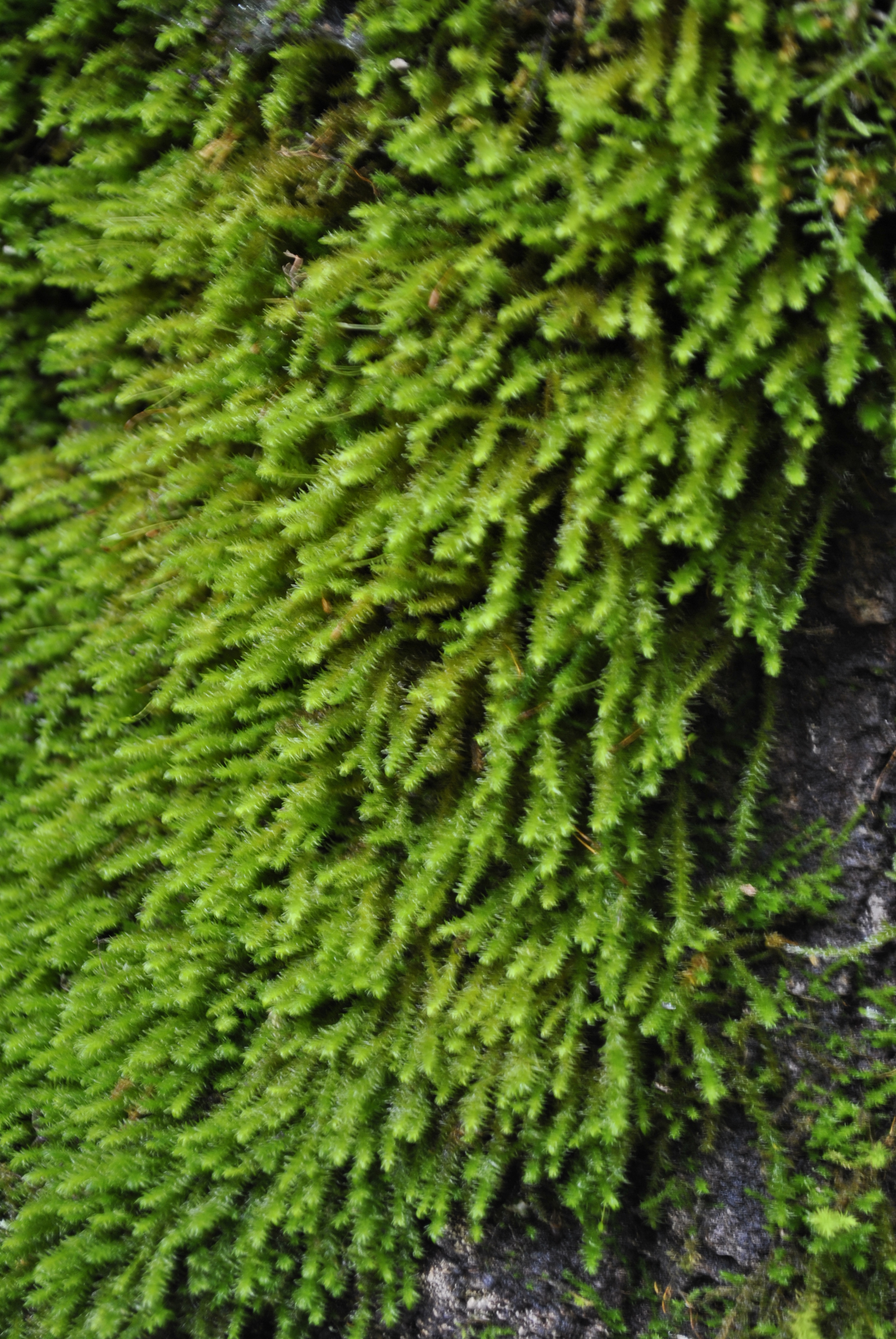
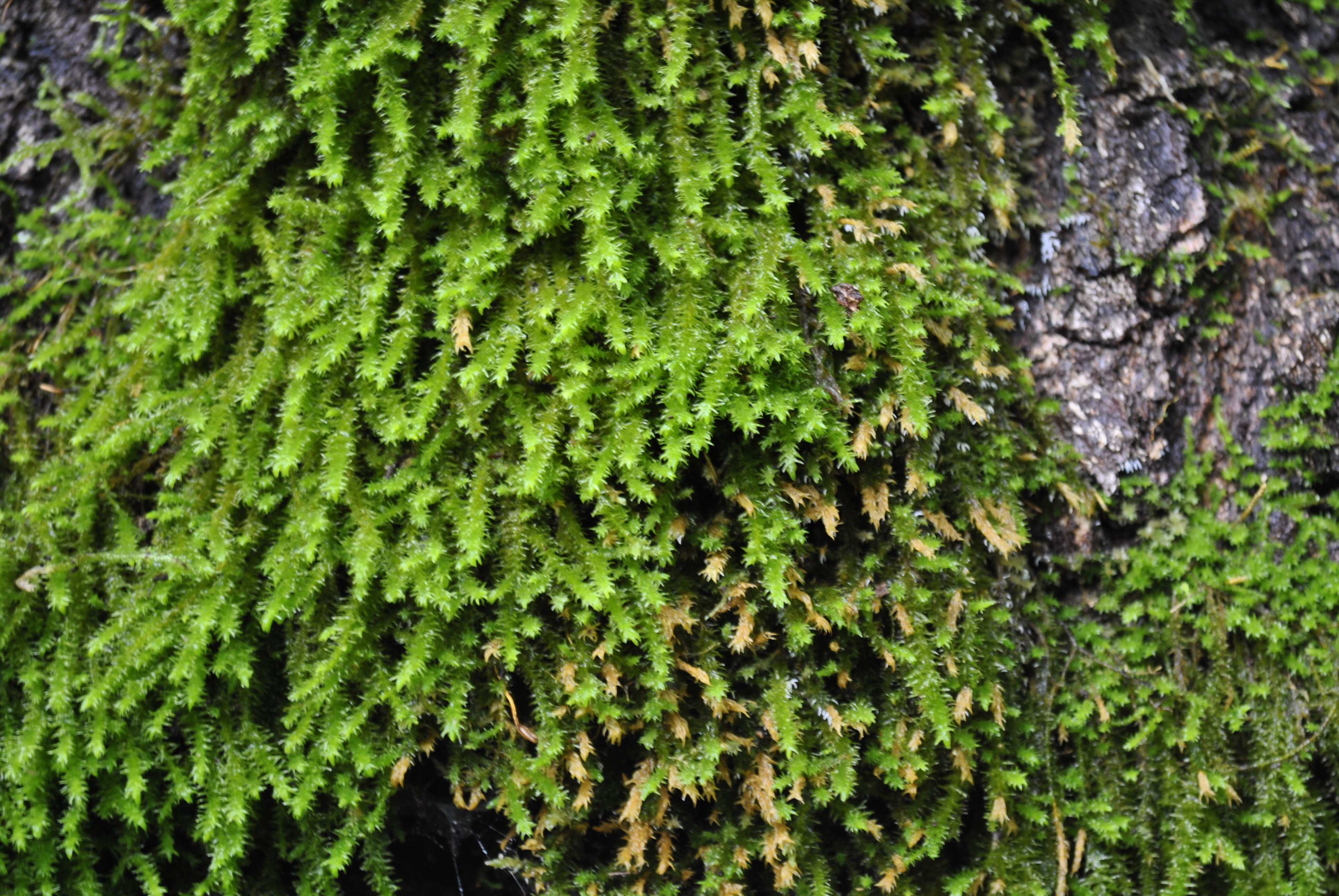
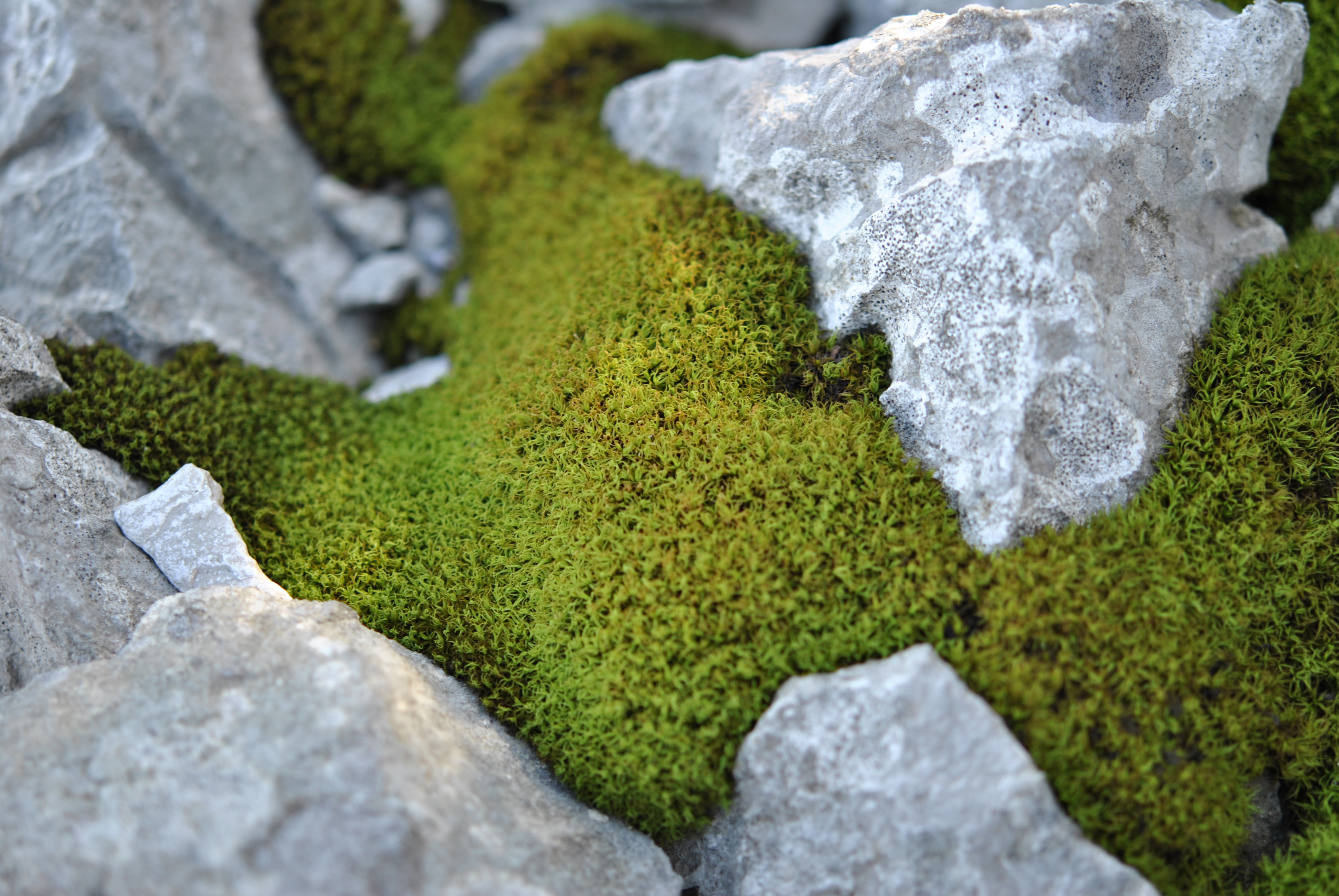
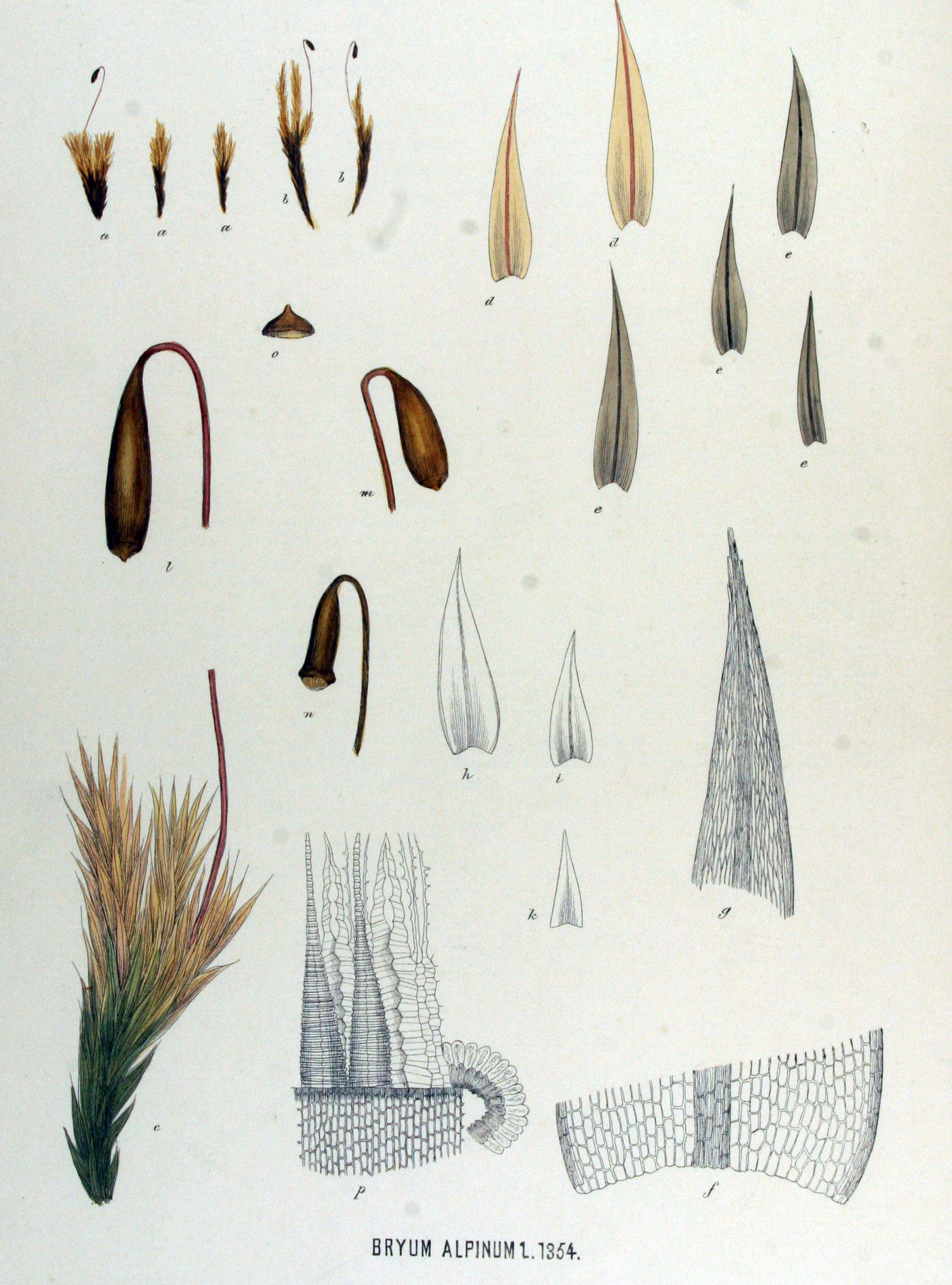